# To Live and Die in L.A. (colonna sonora)
To Live and Die in L.A. è l'unica colonna sonora del gruppo musicale britannico Wang Chung, pubblicata il 30 settembre 1985 per il film Vivere e morire a Los Angeles.

## Tracce

### Lato A (vocale)
1. To Live and Die in L.A. (prodotta da Tony Swain e Steve Jolley) – 4:53
2. Lullaby – 4:43
3. Wake Up, Stop Dreaming (Wang Chung, David Motion) – 4:35
4. Wait (Chris Hughes, Ross Cullum) – 4:26

### Lato B (strumentale)
1. City of the Angels – 9:17
2. The Red Stare – 3:11
3. Black–Blue–White – 2:23
4. Every Big City – 5:09